# Lo stato delle cose (Marquez)
Lo stato delle cose è un album musicale del cantautore italiano Marquez, pubblicato il 16 aprile 2016.

## Tracce
1. L'errore più grande – 4:13
2. Invisibile – 4:09
3. Il nero denso dentro gli uragani – 3:13
4. Altroché Milano – 4:18
5. Uno scherzo del mare – 3:34
6. Sirena muta – 4:44
7. Interludio d'agosto – 1:15
8. L'insorgere del dubbio – 3:49
9. Ballata per questo settembre – 3:36
10. Su una diligenza – 4:45
11. Di quando invece provai a volare – 5:03
12. Orsa minore – 4:03
13. La deriva dei continenti – 4:28

## Formazione
- Marquez – voce, chitarra, pianoforte, percussioni
- Michele Bertoni – chitarra, batteria
- Fabio Ricci – basso, contrabbasso, organo